# Kazimierz Plenkiewicz
Kazimierz Mieczysław Plenkiewicz (ur. 18 stycznia 1907 w Torkarówce, zm. 15 listopada 1974 w Kielcach) – polski pilot szybowcowy, pilot doświadczalny, kapitan pilot Polskich Sił Powietrznych w Wielkiej Brytanii.

## Życiorys
Syn Alfreda i Zofii ze Stefańskich. Do III klasy gimnazjum uczył się w Szkole Macierzy w Kijowie. Po przyjeździe do Polski w 1919 r. kontynuował naukę w gimnazjum im. Jana Śniadeckiego w Kielcach. Maturę uzyskał w 1925 roku i rozpoczął studia na Wydziale Ogólnohandlowym Szkoły Głównej Handlowej. W czasie studiów został członkiem Aeroklubu Warszawskiego (gdzie należał do aeroklubowej sekcji szybowcowej) i Sekcji Lotniczej Politechniki Warszawskiej. W 1929 roku uzyskał uprawnienia pilota samolotowego.
Po studiach został powołany do odbycia służby wojskowej i został skierowany do Szkoły Podchorążych Rezerwy Lotnictwa w Dęblinie, którą ukończył w 1931 roku. Następnie otrzymał przydział do odbycia praktyk w 2. pułku lotniczym w Krakowie. Po zakończeniu służby wojskowej związał się z szybownictwem. 
Od 1932 roku pracował jako instruktor szybowcowy w szkole szybowcowej Polichno, w 1934 roku został kierownikiem Szkoły Szybowcowej LOPP Polichno-Pińczów im. gen. Leona Berbeckiego. Pod jego kierownictwem szkoła szybko się rozwijała. W 1932 roku na 5 szybowcach wyszkolono 59 pilotów, a już w 1937 roku szkoła dysponowała 37. szybowcami i wyszkoliła 415 pilotów. W ramach wymiany międzynarodowej szkolono pilotów z sąsiednich krajów: Rumunii, Łotwy, Estonii, Węgier, Czechosłowacji i Finlandii.
15 października 1934 roku, na szybowcu SG-3 ustanowił krajowy rekord długotrwałości lotu z wynikiem 12 h 6 min. W 1935 roku brał udział w Krajowych Zawodach szybowcowych, gdzie zajął 2. miejsce w I grupie. W 1938 roku zwyciężył w VI Krajowych Zawodach Szybowcowych w Masłowie. 16 lipca 1938 roku ustanowił kolejny rekord krajowy w przelocie docelowym. Przeleciał 270,2 km na trasie Masłów-Inowrocław. W 1939 roku, podczas Zawodów Szybowcowych IUSTUS, zajął I miejsce. 17 grudnia 1935 roku otrzymał Srebrną Odznakę Szybowcową (jako 11. polski pilot i 189. na świecie).
1 stycznia 1939 roku został mianowany na nowo utworzone stanowisko inspektora szybownictwa w Zarządzie Głównym Ligi Obrony Powietrznej i Przeciwgazowej. Wystartował w Międzynarodowych Zawodach Szybowcowych ISTUS rozgrywanych w Polsce w 1939 roku. Na szybowcu PWS-101 zajął pierwsze miejsce.
31 sierpnia został zmobilizowany jako podporucznik pilot. Nie brał udziału w walkach, został ewakuowany do Rumunii. Po krótkim okresie internowania uciekł i przez Jugosławię i Włochy przedostał się do Francji. Następnie trafił do Afryki, gdzie został skierowany do szkoły lotniczej w Rabacie. Po upadku Francji przedostał się do Wielkiej Brytanii, gdzie otrzymał numer służbowy RAF P-0143 i został skierowany na kurs instruktorski do Szkoły Instruktorów w Upavon. Po jej ukończeniu służył w 25 Elementary Flying Training School (EFTS) w Hucknall przez dwa lata jako instruktor i dowódca jednej z eskadr. Latem 1943 roku został przeniesiony do Airborne Forces Experimental Establishment w Farnborough, gdzie latał przez kilka miesięcy jako pilot samolotów holujących szybowce transportowe. Pod koniec 1943 roku został przeniesiony do Afryki, gdzie dowodził polską jednostką transportu lotniczego. 
Po zakończeniu wojny został zdemobilizowany w stopniu kapitana i rozpoczął studia w The Polytechnic Institute of Export w Londynie, których nie ukończył ze względów ekonomicznych. W 1947 roku repatriował się do Polski, gdzie pracował w Departamencie Lotnictwa Cywilnego Ministerstwa Komunikacji. W 1949 roku przeniósł się do Spółdzielni „Jedność Łowiecka”. Do latania powrócił w 1956 roku, kiedy został zatrudniony w Centralnym Zespole Lotnictwa Sanitarnego w Warszawie. Pełnił funkcje pilota, kierownika działu, instruktora i zastępcy szefa działu wyszkolenia. Pracował tam do 1967 roku. Dodatkowo działał społecznie w Aeroklubie Warszawskim i Klubie Seniorów Lotnictwa Aeroklubu Polskiej Rzeczypospolitej Ludowej.
Zmarł 15 listopada 1974 roku i został pochowany w grobie rodzinnym na cmentarzu katolickim Starym w Kielcach.

## Ordery i odznaczenia
- Krzyż Kawalerski Orderu Odrodzenia Polski
- Medal Lotniczy – trzykrotnie
- Złoty Krzyż Zasługi
- Srebrny Krzyż Zasługi
- Brązowy Krzyż Zasługi